# Lalla Fatma N'Soumer
Lalla Fatma N'Soumer (amazic: ⵍⴰⵍⵍⴰ ⴼⴰⴹⵎⴰ ⵏ ⵙⵓⵎⵔ, Lalla Faḍma n Sumer) (Werja, c. 1830 – Ben Slimane, 1863), va ser una figura carismàtica dins el moviment de resistència anticolonial algerià durant els primers anys de l'ocupació francesa d'Algèria, concretament entre 1854 i 1857. Ha esdevingut un símbol per al moviment amazic i per a les dones algerianes.

## Biografia
Lalla Fatma va néixer cap el 1830. No es coneix ni la data ni el lloc exactes, encara que és probable que naixés a Werja (Ouerdja, en francès), un llogaret de l'actual municipi d'At Bu Yusef, pertanyent a la província de Tizi Uzu, situada en el cor de la Djurdjura, en la Cabília algeriana.
Fatma va néixer en una família de marabuts de la tribu dels Illilten amb el nom de Fatma Si Ahmed Ou Méziane. Se sap que va tenir almenys quatre germans i que el seu pare, Si Ahmed Mohammed, dirigia a Ouerdja l'escola religiosa islàmica (zawiya) del seu avantpassat Sidi Ahman ou Meziane, afiliada a la confraria sufí de Sidi Muhammad Ibn Abd al-Rahman Abu Qabrayn.
Com era habitual en la societat berber de l'època, la seva família va acordar el seu matrimoni amb un cosí matern, Yahia N At Ikhoulaf, del poble d'Askeur, de la tribu dels Beni-Itouragh. Aquest matrimoni es va celebrar en contra de la seva voluntat, i Fatma abandona el domicili conjugal “un any després, a l'edat de 16 o 18 anys”, per tornar amb els seus germans.
Dels seus primers anys poc més se sap, encara que els testimoniatges orals recollits per Bitam afirmen que estava molt unida al seu pare i que, des de molt jove, es va interessar per l'aprenentatge de l'Alcorà. A la mort del seu pare va anar a viure a la zawiya de Soumer amb el seu germà major, Si Taïeb, que gaudia de gran prestigi per la seva saviesa i per predir el futur. Allà, Fatma es dedica a l'estudi i la pràctica de la religió. Arriba a ser molt coneguda en tota la Cabília pels seus somnis i visions, així com per la seva santedat. Era cèlebre per guarir malalties, conjurar perills, i tenia gran reputació com a profetessa. Es diu que els seus oracles mai eren desmentits pels esdeveniments. Per tot això, la seva casa sempre estava plena de visitants que anaven des dels punts més allunyats per buscar la seva ajuda i consultar-la per les seves arts endevinatòries. La seva influència era enorme en tots els àmbits, i també en la política local.
L'ocupació colonial d'Algèria havia començat el 14 de juny de 1830 amb el desembarcament d'uns 37.000 homes a Sidi Ferruch, i la presa d'Alger el 4 de juliol del mateix any. La presència francesa es va limitar al principi a la franja costanera, mentre que a l'interior es van produir algunes revoltes, sent la més important la de l'emir Abdelkader. Aquestes revoltes van acabar amb la rendició d'Abdelkader el 23 de desembre de 1847, si bé la zona muntanyenca de la Cabília no quedaria sotmesa fins al 1857, després de la campanya militar iniciada el 1854 pel llavors general, i posteriorment mariscal, Jacques Louis Randon.
D'acord amb el relat del mariscal Randon, la família de Lalla Fatma “s'alia amb la resistència” després de l'expedició del mariscal Bugeaud a Oued Sahel, el 1847, i el seu germà Si Taïeb, és descrit per Carrey com “un dels més ardents defensors de la llibertat de la Cabília i, contràriament als costums dels marabuts, ha pres part en tots els combats contra els cristians”.

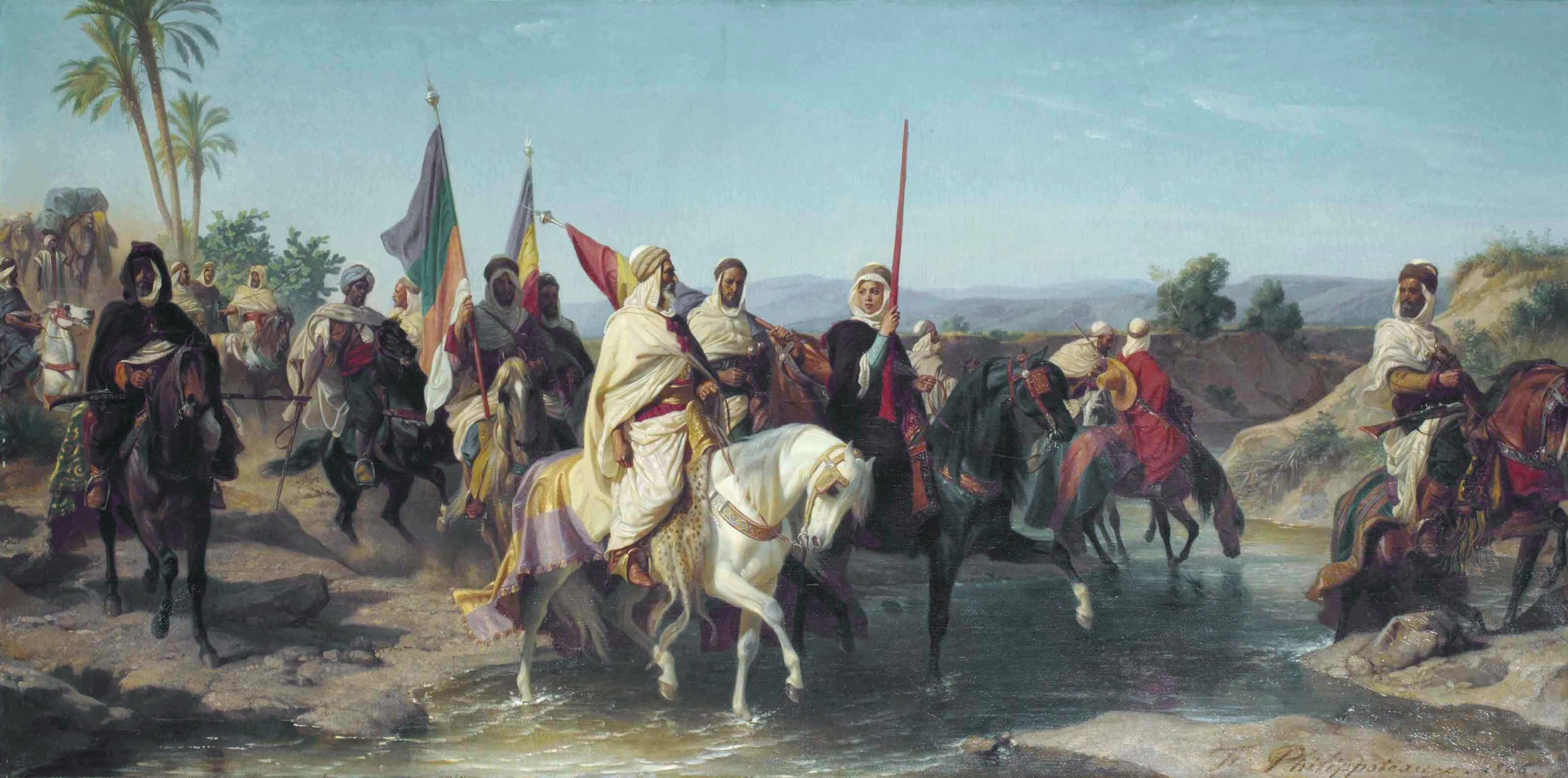
Bou Baghla i Lalla Fatma N'Soumer, de Félix Philippoteaux (1866)

Uns anys ms tard, la pròpia vida de Lalla Fatma dona un gir fonamental amb l'arribada a la Cabília del que es pensa va ser un oficial de l'exèrcit d'Abdelkader, Mohamed ben Abdallah, més conegut com a Bou Baghla (l'home de la mula). Bou Baghla va exercir un paper fonamental en la revolta de la Cabília i va lluitar contra els francesos a la zona de Djurjura des de 1851 fins al 1854, any en què va ser assassinat. Durant aquest període, Bou Baghla sabent de l'enorme influència de Fatma en tota la Cabília, la visita amb freqüència per atreure-la a la seva causa, i la seva relació arriba a fer-se molt estreta. Tant que totes les fonts coincideixen que van voler casar-se, encara que Lalla Fatma mai va poder aconseguir el divorci del seu marit Yahia N At Ikhoulaf.
Lalla Fatma s'uneix a Bou Baghla en la resistència contra els francesos i participa activament en diverses batalles. Una d'elles va ser la de Tichkirt (o Tachekkirt), que va tenir lloc entre juny i juliol de 1854, i on els francesos, comandats pels generals Maissiat i Patrice de Mac Mahon, van ser derrotats. Robin relata que Lalla Fatma va apel·lar al “patriotisme” dels cabilencs per oposar-se a aquesta invasió i que, seguint el costum, es van aconseguir voluntaris de tota la Cabília per lluitar com a imessebelen. Tant Robin com Perret la descriuen, en aquesta batalla, vestida amb un haik vermell, envoltada de dones Illilten i animant als cabilencs a morir per la guerra santa.

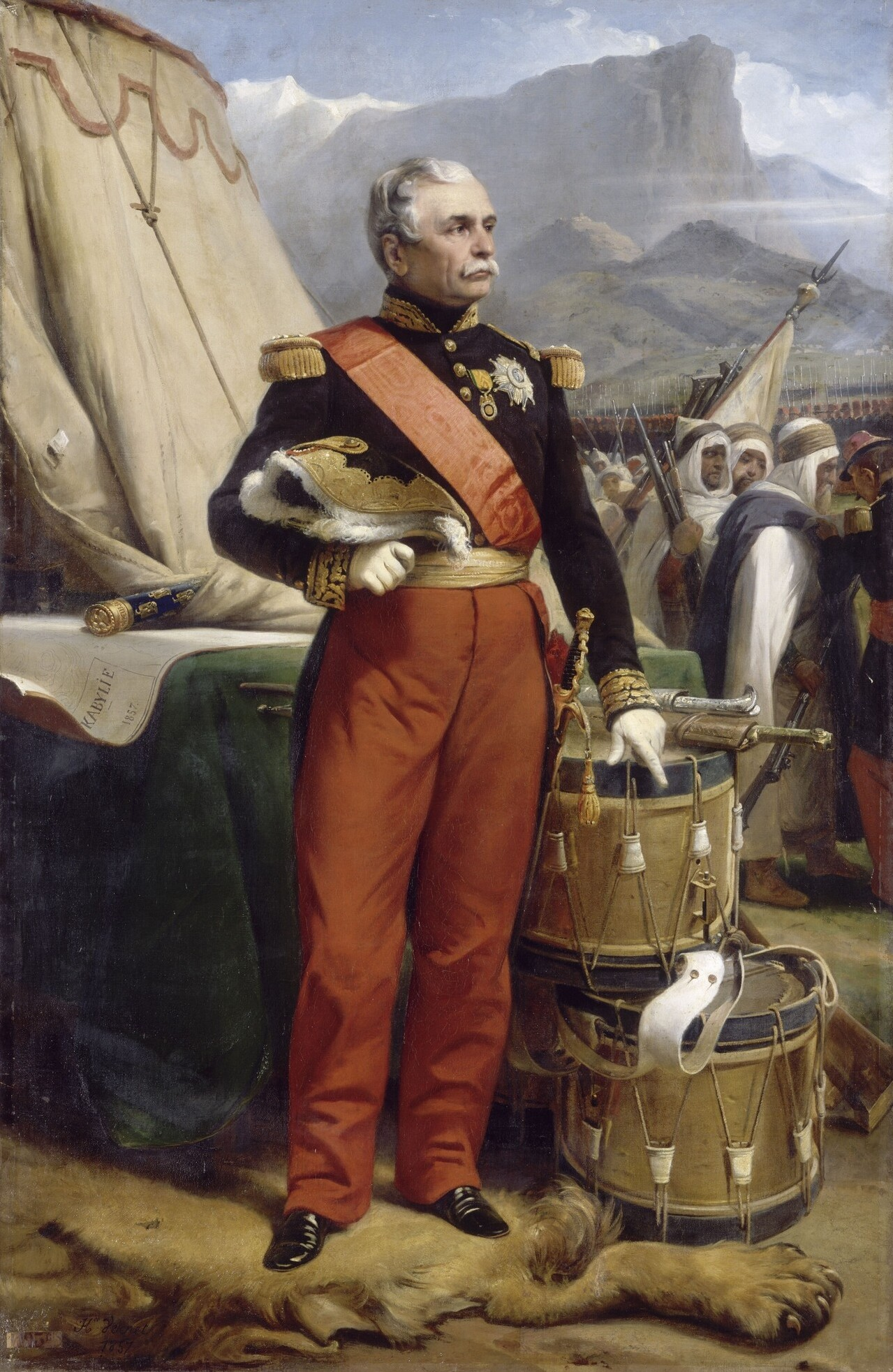
El Mariscal Randon, de Horace Vernet (1857)

Tres anys més tard, el ja nomenat mariscal Randon torna a la Cabília amb un exèrcit de més de 35.000 homes, amb l'objectiu de pacificar la regió. L'ofensiva comença el 24 de maig de 1857. En les seves memòries relata que, com a resposta, Lalla Fatma “posa al servei de la causa nacional tota la seva influència” i predica la guerra santa contra els ocupants. Fatma organitza la nova resistència a Takhlijt Aït Aatsou, prop de Tirourda. No obstant això, malgrat tots els seus esforços, les tribus de la Cabília són derrotades.
En algunes fonts franceses es parla que va ser el germà de Lalla Fatma qui es va oferir a conduir als soldats “fins als cims que dominen el territori de la seva tribu”, a canvi que l'exèrcit no ataqués el lloc on vivien la seva germana i els seus seguidors. En altres de les fonts s'afirma que va ser la pròpia Fatma la que va enviar al seu germà com a “ambaixador” al campament del mariscal. Independentment de la veracitat de les fonts, el resultat de l'ofensiva és que les tropes franceses, concretament la divisió del general Yusuf, conquisten el territori dels Illilten, i el llogaret de Takhlijt n At Aadsou cau en poder dels zuaus l'11 de juliol de 1857.
Lalla Fatma és obligada a sortir de la casa on es trobava amagada amb altres dones i nens, i és feta presonera. Ella, la seva família i uns 200 seguidors són portats de nit a Tamesguida, on es trobava el campament de Randon. Segons expliquen les cròniques, Lalla Fatma porta la derrota amb gran dignitat i reconeix davant Randon que “estava escrit” o que “era la voluntat d'Al·là i, com a tal, estava escrit feia temps en paraules de foc”. L'endemà al matí, el mariscal l'envia a Beni Slimane, juntament amb els seus quatre germans, on “la confia a cura de Si Tahar ben Mahieddin, i la seva zawiya li va ser assignada com a residència”, si bé, per a una altra font també francesa, el mariscal l'empresona en la ciutadella de l'autoritat local de Beni Slimane, que era lleial a França.
La captura de Lalla Fatma N'Soumer posa punt final a la insurrecció de la Cabília. Gairebé un segle després, Louis Massignon la recorda en una oració dirigida a Joana d'Arc i resada per primera vegada a Notre-Dame de Bermont el 17 d'agost de 1956, en plena guerra d'Algèria. Aquesta pregaria és la que ha donat lloc al fet que, en alguns documents actuals, se la anomeni la "Joana d'Arc de la Djurdjura".
Lalla Fatma mor a Ben Slimane el setembre de 1863, dos anys després de la mort del seu germà Si Taïeb, per “una inflamació de l'abdomen que va determinar la inflor i la paràlisi de les cames”.
El 8 de març de 1995, 132 anys després de la seva mort, les seves restes són traslladades des del cementiri de Sidi Abdellah, a 100 metres de la zawiya Boumâali, a Tourtatine, a la plaça dels Màrtirs del cementiri El Alia, a Alger. Amb això, les autoritats algerianes reconeixien oficialment el paper de Fatma N'Soumer en la resistència nacional.

## Lalla Fadhma en la poesia berber

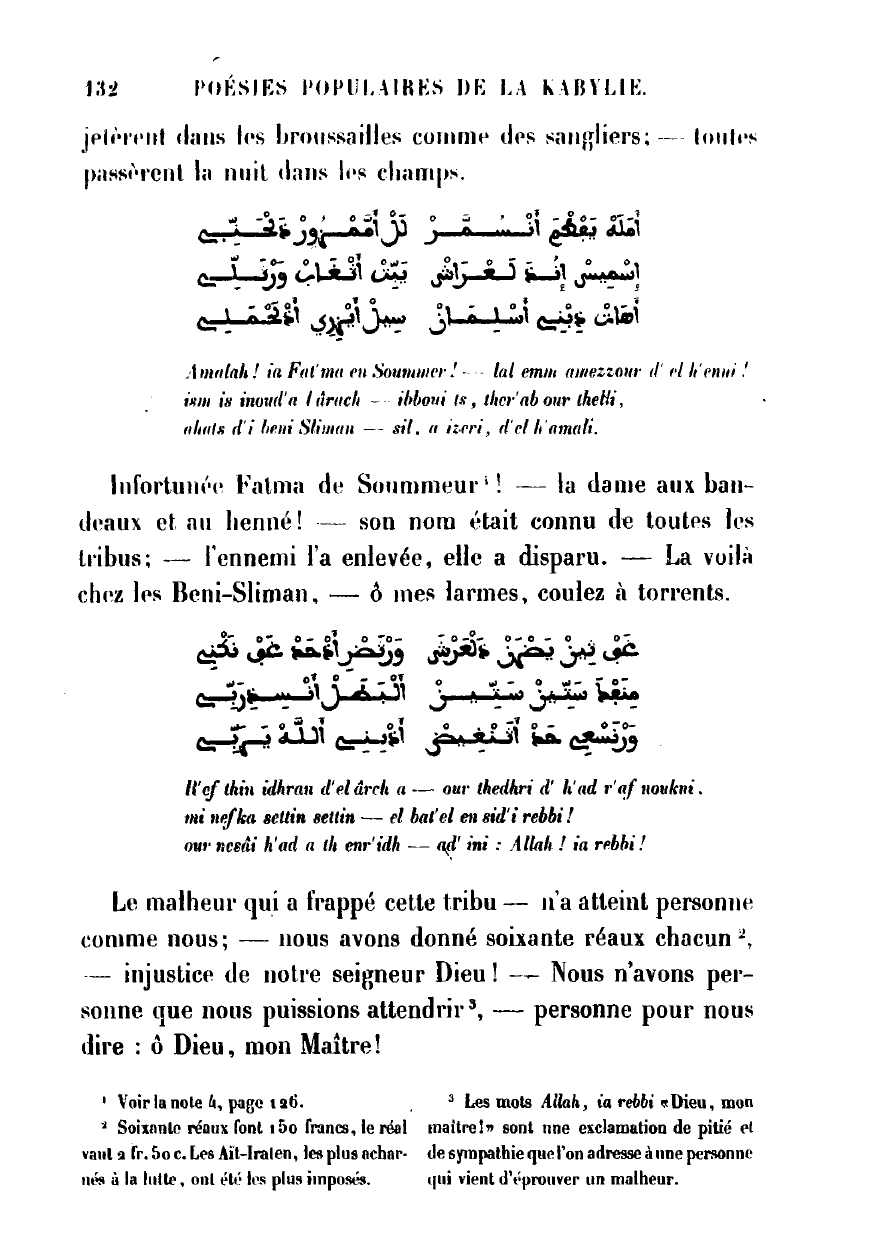
Poésies Populaires de la Kabylie du Jurjura, d'Adolphe Hanoteau (1867)

Hannoteau afirma que encara que els cabilencs no posseeixen literatura escrita, si tenen multitud de poesies populars, destinades en la seva majoria a ser cantades, i que es transmeten per tradició oral. La primera part de la seva obra es refereix a la poesia històrica o política, compromesa amb el combat anticolonial, que és on s'enquadrarien els poemes que evoquen a Lalla Fatma. Aquests poemes es van compondre molt poc després de la seva mort. Aucapitaine escriu només un any després que “un poeta de la Cabília havia compost una balada malenconiosa estesa pels Zouaoua”.

## Llegat
La memòria de Lalla Fatma N'Soumer segueix viva a Algèria. No només és l'heroïna de la resistència contra els francesos, sinó que, per a les dones algerianes, constitueix un símbol de la lluita feminista. De fet, en els anys noranta del segle passat es va crear a Algèria una associació feminista anomenada Tharwa N'Fadhma N'Soumeur (Les filles de Lalla Fatma N'Soumeur) amb l'objectiu de treballar per l'emancipació de les dones en general i per l'establiment d'una legislació igualitària a Algèria.
En el seu honor, s'han emès segells, s'ha donat el seu nom a escoles d'Alger i de la Cabília (Tizi Ouzou), i fins i tot un vaixell dedicat al transport de gas natural liquat (metaner) va ser batejat el 2004 amb el nom de “Lalla Fatma n'Soumer”. També s'han compost cançons, com la del grup algerià Tagrawla, s'han produït obres de teatre, com l'escrita el 2018 en idioma cabilenc o taqbaylit per Boudarène Ali, i realitzat documentals, com el de la Commission de l'Histoire et de Vestiges Historiques de l'ONM d'Akbou, titulat De Fadhma n'Summer aux femmes de Novembre. Finalment, cal destacar la pel·lícula algeriana dirigida el 2014 per Belkacem Hadjadj, amb guió de Belkacem Hadjadj i Marcel Beaulieu, titulada Fadhma N'Soumer, que “tracta del coratge i la determinació d'un dona a la muntanya de la Djurdjura, a Algèria, que va lluitar per la terra dels seus ancestres durant els primers anys de l'ocupació francesa".